# Muuraissaari (ö i Södra Savolax, S:t Michel, lat 61,96, long 27,16)
Muuraissaari är en ö i Finland. Den ligger i sjön Kyyvesi och i kommunen Sankt Michel i den ekonomiska regionen  S:t Michel och landskapet Södra Savolax, i den södra delen av landet, 230 km nordost om huvudstaden Helsingfors. Öns area är 0,4 hektar och dess största längd är 110 meter i nord-sydlig riktning. Ön är bebyggd och är förbunden med fastlandet genom en kort bro.